# Jestřebí hory
Jestřebí hory (pol. Góry Jastrzębie) – niewielkie pasmo górskie w północnych Czechach, w Sudetach Środkowych, w północno-zachodniej części jednostki Broumovská vrchovina.

## Położenie
Jestřebí hory położone są w środkowo-północnych Czechach, w kraju hradeckim, na obszarze Žacléřská vrchovina, na południowy zachód od Broumova. Rozciągają się od Gór Kruczych na północnym zachodzie do doliny rzeki Metuje na południowym wschodzie.
Pod względem geograficznym Jestřebí hory leżą w obrębie prowincji Masywu Czeskiego, podprowincji Sudety, mezoregionie Broumovská vrchovina.

## Opis
Jestřebí hory to niewielkie pasmo górskie złożone z kilkunastu wzniesień nieprzekraczających 750 m n.p.m., położone w dorzeczu rzek Metuji i Upy oraz ich dopływów. Pasmo o długości ok. 20 km rozciąga się na kierunku NW-SE, od północnych okolic Trutnova na północnym zachodzie do okolic miejscowości Hronov na południowym wschodzie. Od strony północno-zachodniej pasmo graniczy z Karkonoszami, od strony północnej z Górami Kruczymi, od strony północno-wschodniej z masywem Adršpašskoteplické skály, od strony wschodniej z Górami Stołowymi, od których oddzielone są rzekami Metuje i Jívka, od strony południowo-wschodniej z Pogórzem Orlickim (czes. Podorlická pahorkatina), a od południowo-zachodniej z Pogórzem Karkonoskim.
Obszar charakteryzuje się znacznymi deniwelacjami, stromymi zboczami i głębokimi dolinami potoków o dużych, nierównych spadkach. Zbocza wzniesień są dość strome, a linia grzbietowa – nieregularna. Środkowa część gór ma charakter wyraźnego grzbietu z najwyższą kulminacją Žaltman (739 m n.p.m.). Pasmo na południowym wschodzie stopniowo opada do doliny Metuje, obniżając się i zwężając. Najbardziej na południowy wschód wysunięta jest kulminacja Vrše 518 m n.p.m.
Na obszarze pasma występuje znaczna liczba starych wyrobisk górniczych oraz hałd, a także nieliczne sztolnie, świadczące o bogatej działalności górniczej.

## Miejscowości
Ważniejsze miejscowości w obrębie gór oraz w ich otoczeniu, to: Červený Kostelec, Hronov, Náchod, Rtyně v Podkrkonoší, Malé i Velké Svatoňovice, Trutnov, Úpice.

## Budowa geologiczna
Jestřebí hory należą do południowo-zachodniego skrzydła niecki śródsudeckiej. Zbudowane są ze skał osadowych, głównie z konglomeratów, piaskowców i iłowców wieku okresu karbońskiego. Najwyższy Žaltman zbudowany jest z arkozy.
Grzbiet pasma ma postać progu denudacyjnego (kuesty). Warstwy zapadają ku północnemu wschodowi. Podnóże pasma wypełniają osady z okresu ostatniego zlodowacenia.

## Rzeźba
Pasmo charakteryzuje się urozmaiconą rzeźbą terenu, jego struktura to pojedyncze wypiętrzenie, którego oś ułożona jest na kierunku NW-SE.

## Krajobraz
Krajobraz pasma jest typowy dla niskich gór z wyraźnie zaznaczonymi wzniesieniami, cały obszar jest pagórkowaty i niezwykle urozmaicony. Zbocza poprzecinane są dolinami rzek i potoków. Krajobraz uległ znacznym przeobrażeniom, pierwotny wygląd niskich gór zachowany został w środkowej, najmniej zaludnionej części. Poza tym teren dość zurbanizowany i zaludniony. Część obszaru zajmują lasy, duże kompleksy leśne zachowały się tylko na trudno dostępnych wzniesieniach, dolne partie zajmują łąki i użytki rolne, a w dolinach wzdłuż potoków skupiło się osadnictwo.

## Wody
Pasmo należy do zlewiska Morza Północnego. Odwadniane jest przez Metuje, Jivka i Markušovický potok oraz ich dopływy.

## Roślinność
Całe pasmo porośnięte jest lasem szczególnie świerkowym występuje również buk, dąb, klon i modrzew.

## Ochrona przyrody
Północno-wschodnią część pasma z najwyższą partią obejmuje CHKO Broumovsko.

## Historia
- W przeszłości przez góry przechodziła południowa granica księstwa świdnickiego, kilka wieków później północna granica Protektoratu Czech i Moraw.
- Południowo-zachodnią częścią pasma równolegle do grzbietu przebiega linia umocnień z okresu przed II wojną światową.

## Inne
Góry według czeskiej nomenklatury są geomorfologiczną częścią obszaru Broumovská vrchovina i Czesi zaliczają je do regionu Žacléřská vrchovina, niewystępującego w polskim podziale Sudetów.

## Linki
- Jestřebí hory (cz.)
- Informacja turystyczna w Upicach (cz.)
- Zapomniane zabytki i zdrada. bunkry.cz. [zarchiwizowane z tego adresu (2007-05-18)]. (cz.)